# Йосиф Гофманн
Йо́сиф (Юзеф-Казимеж) Го́фманн (пол. Józef Kazimierz Hofmann, англ. Josef Hofmann; 20 січня 1876, Краків - 16 лютого 1957, Лос-Анджелес) — американський піаніст і композитор польського (єврейського) походження.

## Біографія
Народився в родині музикантів: його батько, Казимир Гофман був піаністом, мати співала в краківській опереті. У віці трьох років Йосип отримав від батька перші уроки музики, і, проявивши величезний талант, незабаром вже почав виступати як піаніст і композитор. Після гастролей по Європі Гофманн 29 листопада 1887 дебютував в США з концертом у театрі Метрополітен-опера, де блискуче виконав Перший концерт Бетховена, а також імпровізував на теми, які пропонувались глядачами, викликавши справжній фурор у публіки. Захоплений мистецтвом юного музиканта, американський скляний магнат Альфред Кларк виділив йому п'ятдесят тисяч доларів, що дозволило сім'ї повернутися до Європи, де Гофманн зміг спокійно продовжити навчання. Якийсь час його вчителем був Моріц Мошковський, однак потім Гофман став єдиним приватним учнем Антона Рубінштейна (жив у той час у Дрездені).
З 1894 року Гофманн знову почав виступати на публіці, вже як зрілий артист. Після виконання ним у Гамбурзі Четвертого концерту Рубінштейна під керуванням автора той сказав, що його більше нема чому вчити, і припинив заняття з ним.
На рубежі століть Гофманн був одним з найвідоміших і затребуваних піаністів у світі: його концерти з величезним успіхом проходили у Великій Британії, Росії, США, Південній Америці.

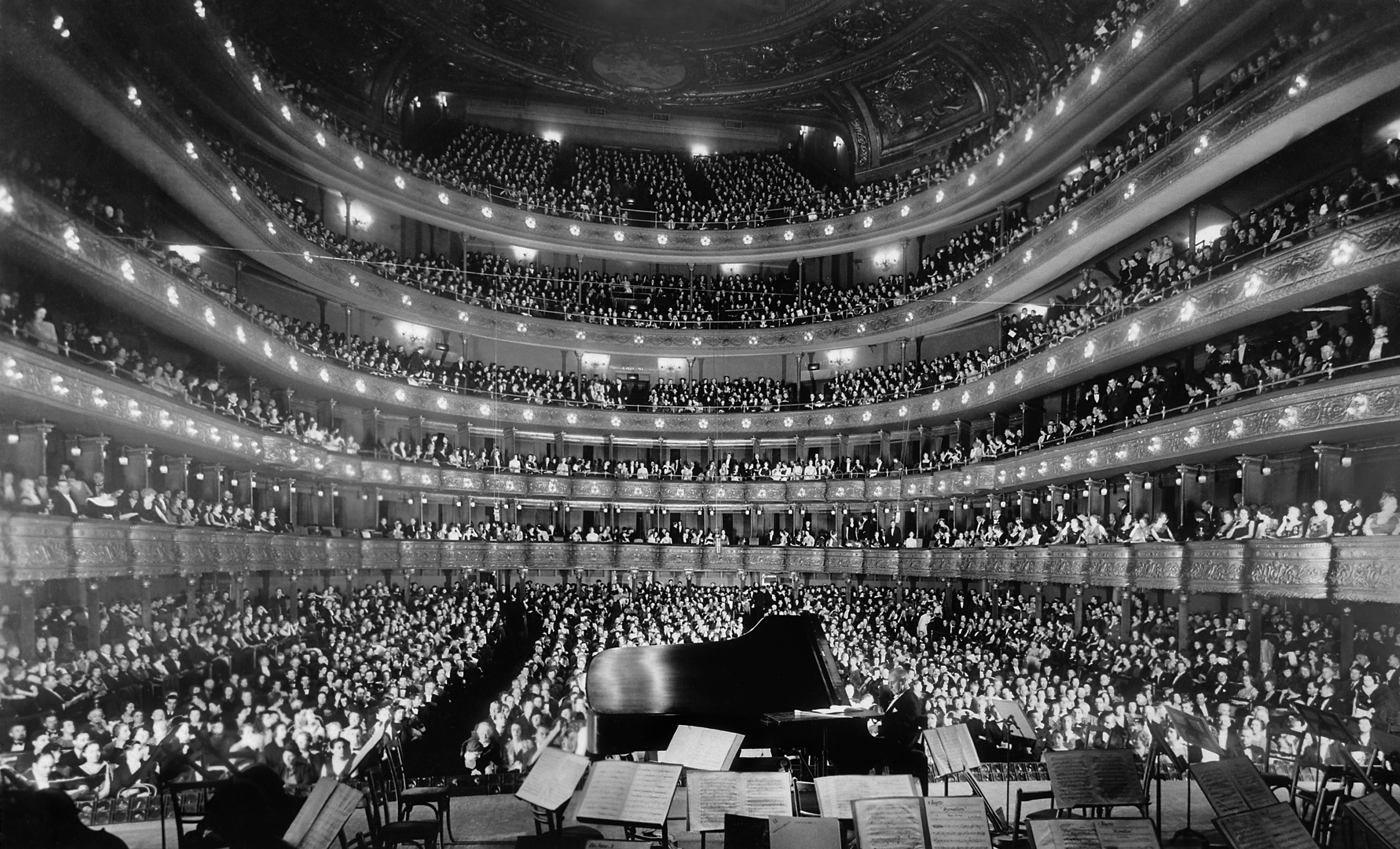
Концерт Гофманна в Метрополітен-опера в 1937 році

1914 року Гофманн емігрував до США, де незабаром прийняв громадянство і продовжив виступи. У 1924 році він прийняв пропозицію очолити щойно заснований Кертісовський інститут музики в Філадельфії, і керував ним до 1938. За час його керівництва інститут вийшов на світовий рівень, ставши прекрасною школою для багатьох відомих у майбутньому музикантів.
Активні виступи Гофманна тривали до початку 1940-х років, останній його концерт відбувся в Нью-Йорку в 1946 році. В останні роки життя Гофманн з захопленням займався розробками в області звукозапису і механіки: йому належать кілька десятків патентів на різні удосконалення в механізмі фортепіано, а також на винахід «двірників» і пневматичних ресор для автомобіля та інших пристосувань.

## Творчість
Гофманн вважається одним із найбільших піаністів XX століття. Репертуар піаніста був досить вузький: переважно він обмежувався спадщиною першою половиною XIX століття – від Л. Бетховена до Ф. Ліста, і майже ніколи не виконував музики сучасних йому композиторів. Винятком не став навіть Третій фортепіанний концерт Рахманінова, присвячений Гофманну, творчість якого сам Рахманінов дуже цінував. Гофманн був одним із перших в історії музикантів, які записали своє виконання 1887 року на фонограф, однак надалі вкрай рідко записувався в студії. Велика кількість записів Гофманна, що збереглися до наших днів, була зроблена на концертах.
Гофманн є автором близько сотні творів (опублікованих під псевдонімом Мішель Дворський), двох книг про мистецтво гри на фортепіано: «Поради молодим піаністам» і «Фортепіанна гра».